# Пичанело (Пескара)
Пичанело (итал. Piccianello) је насеље у Италији у округу Пескара, региону Абруцо.
Према процени из 2011. у насељу је живело 290 становника. Насеље се налази на надморској висини од 124 м.